# Nikolaos Sophianos
Nikolaos Sophianos (griechisch Νικόλαος Σοφιανός; geboren um 1500 auf Korfu; gestorben nach 1551 in Venedig) war ein griechischer Humanist.
Sophianos wurde auf Korfu in eine adelige Familie geboren und ging zur Ausbildung nach Rom an das unter anderem von Janos Laskaris gegründete griechische Gymnasium. Ein weiterer Lehrer war dort Arsenios Apostolios. Sophianos verbrachte sein gesamtes weiteres Leben als Kopist und Bibliothekar in Rom und Venedig, von einer Reise im Jahr 1543 abgesehen, die ihn zum Berg Athos führte, wo er unter anderem eine Handschrift des Redners Isokrates fand.

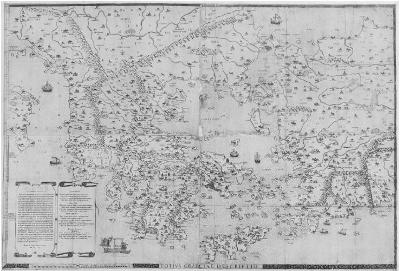
Totius Graeciae Descriptio

Sophianos ist vor allem aufgrund seines kartographischen Werks, der Totius Graeciae Descriptio, und aufgrund seiner Grammatik des Neugriechischen bekannt. Die Karte Griechenlands wurde 1540 in Rom und 1544 in Basel gedruckt, doch sind diese Drucke verloren. Ein dritter Druck wurde im Jahr 1545 von Johannes Oporinus veranstaltet.
Darüber hinaus verfasste er eine Schrift Über Herstellung und Anwendung des Astrolabiums (Περί κατασκευής και χρήσεως κρικωτού αστρολάβου, wahrscheinlich 1534 verfasst und 1539 gedruckt) sowie Scholien zur Geographie des Klaudios Ptolemaios und eine Übersetzung der Schrift Über die Erziehung der Jugend des Plutarch ins Neugriechische.

## Werke (Auswahl)
- Émile Legrand (Hrsg.): Νικολάου Σοφιανοὺ τοῦ Κερκυραίου Γραμματικὴ τῆς κοινῆς τῶν ῾Ελλήνων γλώσσης νῦν τὸ πρῶτον κατὰ τὸ ἐν Παρισίοις χειρόγραφον ἐκδοθεῖσα ἐπιμελείᾳ και διορθώσει Αἰμυλίου Λεγρανδίου. Ἐν τῷ γραφείῳ τῆς Πανδώρας, Ἀθήνησιν und Maisonneuve, Paris 1870 (Collection de monuments pour servir à l’étude de la langue néo-hellénique, no. 6: Grammaire de la langue grecque vulgaire par Nikolaos Sophianos), (online) (PDF; 8,9 MB)
  - Erweiterte zweite Auflage unter dem Titel: Nicolas Sophianos, Grammaire du grec vulgaire et traduction en grec vulgaire du Traité de Plutarque sur l'éducation des enfants. Maisonneuve, Paris 1874 (Digitalisat); (weiteres Exemplar online) (PDF; 17 MB). – Rez. von Bernhard Schmidt, in: Jenaer Literaturzeitung 1874, Nr. 35, S. 568–569, (online).